# Peebinga Conservation Park
Peebinga Conservation Park är en park i Australien. Den ligger i delstaten South Australia, omkring 200 kilometer öster om delstatshuvudstaden Adelaide.
Trakten runt Peebinga Conservation Park är nära nog obefolkad, med mindre än två invånare per kvadratkilometer.. Närmaste större samhälle är Karte, omkring 15 kilometer sydväst om Peebinga Conservation Park.
Omgivningarna runt Peebinga Conservation Park är i huvudsak ett öppet busklandskap. Genomsnittlig årsnederbörd är 362 millimeter. Den regnigaste månaden är juni, med i genomsnitt 52 mm nederbörd, och den torraste är december, med 11 mm nederbörd.